# 人体博物馆
人体博物馆（Museum Corpus）是一座位于荷兰南荷兰省乌赫斯特海斯特的科学博物馆，该馆外型为35米高的人体坐像。该馆临近通向莱顿的A44。该馆共7层高，建设投资两千万欧元。

## 历史
2008年3月14日该馆由荷兰女王贝娅特丽克丝正式揭幕。该馆亦为一会议中心所在地。
建造该馆的策划人是前记者及电视节目制片人Henri Remmers，如今他在其自己的公司Reco Productions内工作。Remmers先前以其作为建造Archeon、Holland Experience以及1992年在西班牙塞维亚举办的世界博览会的荷兰馆（Holland-paviljoen）的发起人之一而闻名。

## 人体体验
该馆提供了人体内部的旅程。自膝盖开始——这里是大门所在的位置——经过若干自动扶梯，参观者可以上达各种人体器官，自子宫经过胃，心脏，肺及头部至口腔，鼻，耳。在大脑处游客可经侧门到达该馆出口。在该旅程中，参观者可在作为展示屏幕的三维玻璃中穿梭。随着所见、所闻、所经的丰富，该旅程可收到教育价值。